# Peças de Afrassíabe
As peças de Afrassíabe são um conjunto de peças de xadrez descobertos em 1977 pela Academia de Arqueologia do Usbequistão na região de Afrassíabe, na cidade de Samarcanda. As peças foram datadas como do século VI, sendo as mais antigas já encontradas. A cidade de Samarcanda era uma avançada civilização com uma sociedade estável e cultura estética desenvolvida, com um estilo de artesanato indicando que as peças são de uma tradição convencional bem estabelecida. Foram encontradas sete peças (1 Rei, 1 Torre, 1 Vizir, 2 cavalos e 2 peões) com um tamanho médio de 3 cm de altura.
O Rei é uma figura sentada em um trono, numa grande carruagem puxada por três cavalos e a Torre é uma biga puxada por três cavalos e com dois cavaleiros, um como guia e ou outro como um guerreiro armado com espada e escudo. Os cavalos têm o formato de um guerreiro armado montado e os peões são figurados como soldados ajoelhados, apoiados em um joelho, segurando espada e escudo.